# Чемпіонат Європи з футболу 2016
Чемпіонат Європи з футболу 2016, або скорочено Євро-2016, — 15-й чемпіонат Європи, який приймала втретє Франція. Проходив з 10 червня до 10 липня 2016 року. Фінал відбувся 10 липня 2016 року на стадіоні «Стад-де-Франс» у Сен-Дені, чемпіонське звання вперше здобула Португалія, яка у фіналі здолала Францію з рахунком 1:0 в додатковий час.
Цей чемпіонат — перший, у якому кількість команд у фінальному турнірі розширили до 24. Збірна Франції кваліфікувалася до фінальної частини чемпіонату автоматично на правах господарів турніру. Ще 23 команди здобули право виступати у фінальній частині в кваліфікаційному раунді, що відбувався з вересня 2014 по листопад 2015 року. Для збірних Албанії, Ісландії, Північної Ірландії, Словаччини та Уельсу Євро-2016 стало першим в їхній історії.
Матчі чемпіонату проходили на 10 стадіонах у 10 містах. Відкриття чемпіонату відбулося 10 червня на стадіоні «Стад-де-Франс» у Сен-Дені, де зіграли збірні Франції та Румунії.
Переможець турніру збірна Португалії отримала право зіграти на Кубку конфедерацій 2017 у Росії.

## Вибір країни-господаря

Країни-претенденти

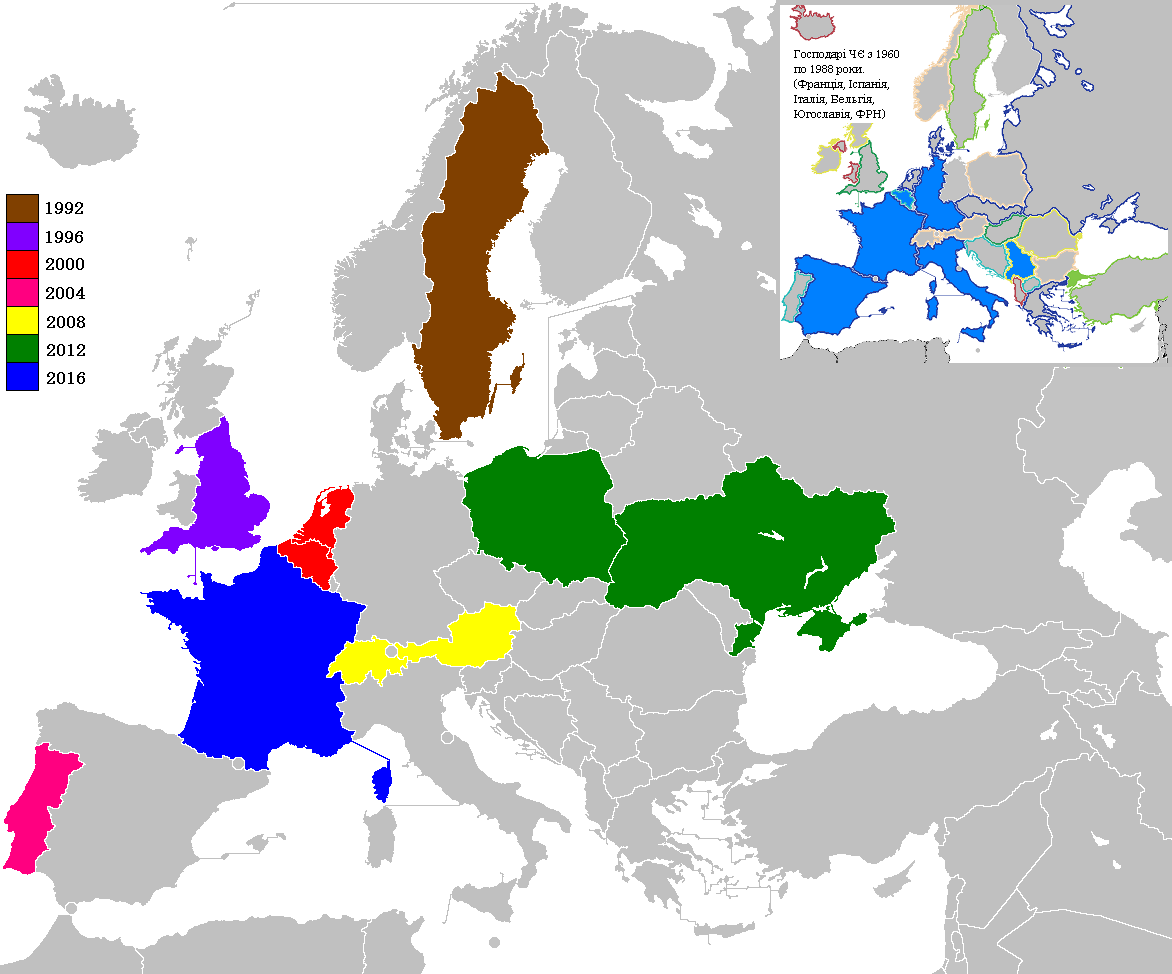
Країни, які проводили ЧЄ у різні роки

### Претенденти
Станом на березень 2009 року бажання подати заявку на проведення Євро-2016 висловили дев'ять європейських країн:
- Італія
- Туреччина
- Франція
- Норвегія /  Швеція (спільна заявка)
- Шотландія /  Уельс (спільна заявка)
- Ірландія
- Росія

У грудні 2009 року Ірландія, Росія, Норвегія і Швеція та Шотландія й Уельс відкликали свої заявки.
Країну проведення було обрано в Женеві 28 травня 2010 року о 13:00 за центральноєвропейським часом.

### Фінальне голосування
У голосуванні взяли участь 13 членів Виконавчого комітету УЄФА. В першому раунді кожен голосуючий повинен був розставити три країни-кандидати за пріоритетом. Країна, поставлена першою, отримувала 5 очок, другою — 2, третьою — 1. За підсумками першого раунду країна, яка набрала найменшу кількість очок (Італія) вибула з перегонів, і в другому раунді країна-господар Євро-2016 визначалася простою більшістю голосів. Із 13 голосів французька заявка отримала сім.
| Країна    | Голосування      | Голосування         |
| Країна    | 1-й раунд (очок) | 2-й раунд (голосів) |
| --------- | ---------------- | ------------------- |
| Франція   | 43               | 7                   |
| Туреччина | 38               | 6                   |
| Італія    | 23               | —                   |

Франція вперше приймала чемпіонат Європи з футболу 1960, а також матчі Євро-1984.

## Телерадіомовлення
| Територія           | Тримач прав                       | Примітки |
| ------------------- | --------------------------------- | -------- |
| Близький Схід       | Al Jazeera Sports                 | [ 2 ]    |
| Канада              | TSN / RDS                         | [ 3 ]    |
| Кариби              | ESPN Caribbean                    | [ 4 ]    |
| Німеччина           | ARD / ZDF                         | [ 5 ]    |
| Північна Африка     | Al Jazeera Sports                 | [ 2 ]    |
| США                 | ESPN                              | [ 3 ]    |
| Субсахарська Африка | SuperSport                        | [ 6 ]    |
| Франція             | TF1 / M6 / beIN Sport             | [ 7 ]    |
| Україна             | ТРК Україна / Футбол 1 / Футбол 2 | [ 7 ]    |
| Росія               | Первый канал / ВГТРК              | [ 7 ]    |
| Польща              | TVP                               | [ 7 ]    |
| Білорусь            | БГТРК                             | [ 7 ]    |
| Румунія             | TVR                               | [ 7 ]    |

## Спонсори

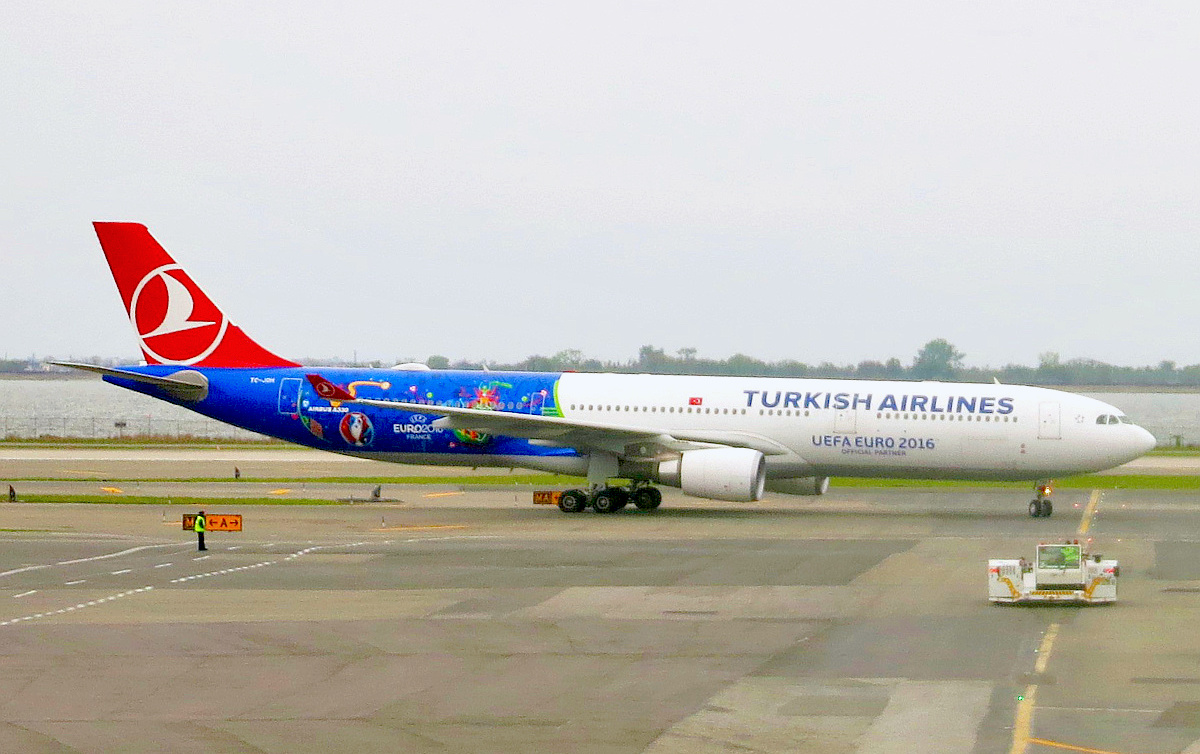
Літак авіакомпанії Turkish Airlines із символікою чемпіонату

| - Adidas - Carlsberg - Coca-Cola - Continental - Hisense | - Hyundai–Kia - McDonald's - Orange - SOCAR - Turkish Airlines |

| - Abritel–HomeAway - Crédit Agricole - Française des Jeux - La Poste - PROMAN | - SNCF |

## Атрибути

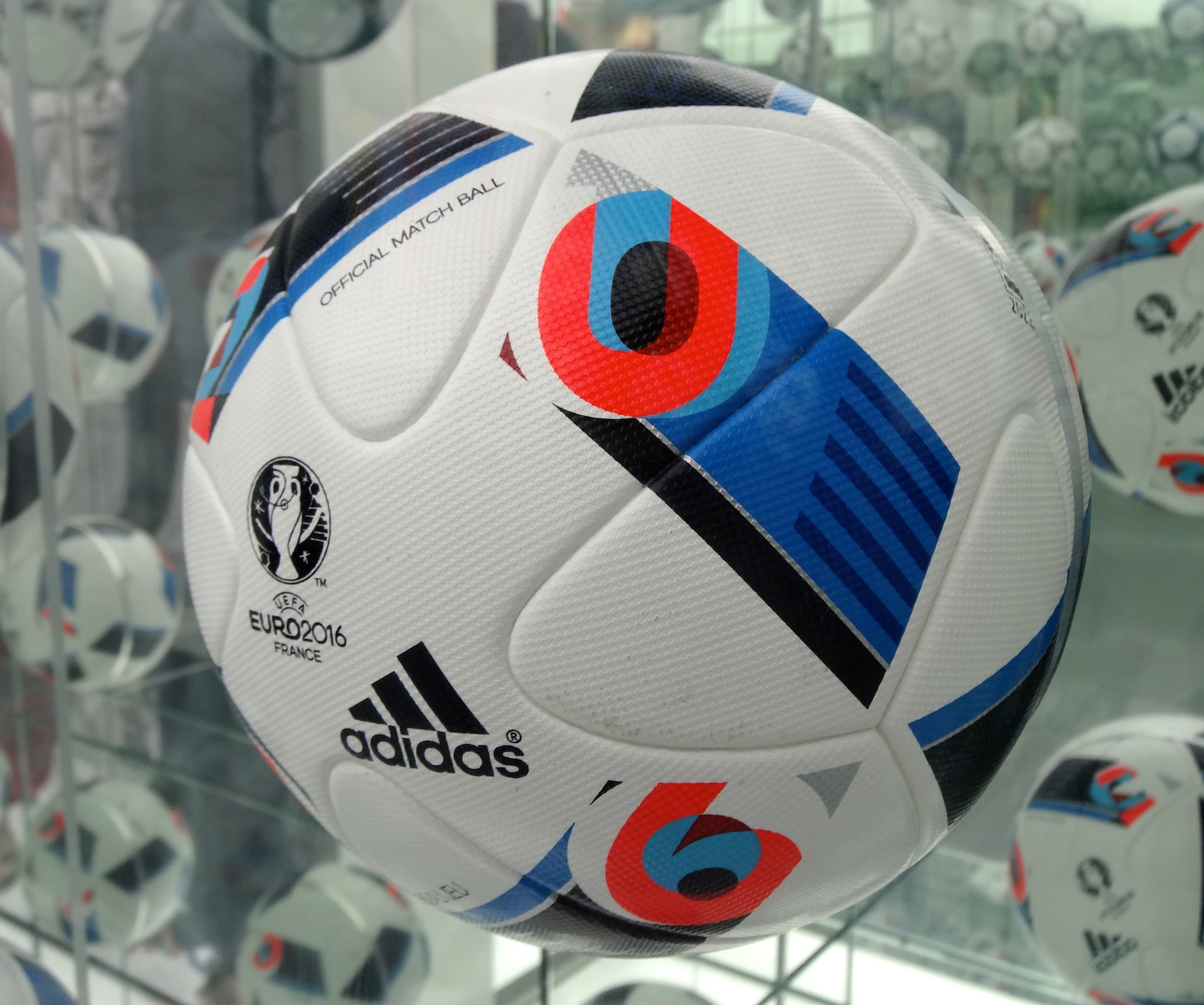
Офіційний м'яч турніру

### Логотип і слоган
Логотип Євро-2016 висвітлює ідеї концепції «Оспівуючи мистецтво футболу». Його метою є створення впізнаваного образу одного з найбільших спортивних турнірів і тим самим підняття його престижу. В центрі композиції зображено кубок Анрі Делоне, який поєднується з кольорами французького прапора. Логотип розроблено португальською агенцією «Brandia Central», яка створювала візуальне оформлення і для Євро-2012. Офіційна презентація пройшла 26 червня 2013 року в Парижі.
Слоган турніру — «Le Rendez-Vous». Він прагне виділити важливість чемпіонату Європи з футболу і представити його як низку яскравих і незабутніх зустрічей з футболом. Слоган презентовано 17 жовтня 2013 року в Марселі.

### Гімн
У червні 2015 року було повідомлено, що гімн та музичний супровід турніру буде створювати відомий французький музикант та продюсер Давід Гета. Музикант залучив до написання вболівальників, таким чином кожен міг взяти участь та стати частинкою музичної композиції.

### М'яч
Adidas Beau Jeu — офіційний м'яч фінального турніру чемпіонату Європи з футболу 2016, розроблений компанією Adidas. 12 листопада 2015 року м'яч представлено публіці Зінедіном Зіданом. «Beau Jeu» перекладається з французької як «красива гра».

### Талісман
УЄФА запропонувало три варіанти імен для талісмана:
- Супер-Віктор
- Дріблу
- Голікс

За результатами голосування, в якому взяли участь 107 790 уболівальників, талісман ЄВРО-2016 у Франції отримав ім'я Супер-Віктор. Набравши 48 % голосів, Супер-Віктор переміг у голосуванні з великим відривом, випередивши інші варіанти. Голосування проходило на офіційному сайті УЄФА, а також у соціальних мережах.
Одяг персонажа представлений в національних кольорах Франції — синьо-біло-червоний, волосся талісмана пофарбоване в коричневий колір. На футболці і шортах талісмана зображений номер 16, що означає 2016 рік.

### Відеогра
На відміну від відеогри попереднього чемпіонату, розробкою займалася не Electronic Arts, а японська компанія Konami. 21 квітня 2016 року було випущено DLC до гри PES 2016, в якому додано сам турнір та всі команди-учасниці, серед яких повністю ліцензовано 15.

## Стадіони і міста турніру
25 січня 2013 року УЄФА оголосила остаточний список, за яким Євро 2016 прийматимуть 10 стадіонів у 10 містах.
| Сен-Дені                                                            | Марсель | Ліон | Лілль Вільнев-д'Аск                                                                                           |
| ------------------------------------------------------------------- | --- | --- | --- |
| Стад-де-Франс                                                       | Велодром | Стад де Люм'єр                                                                                                | П'єр Моруа |
| 48°55′28″ пн. ш. 2°21′36″ сх. д. / 48.92444° пн. ш. 2.36000° сх. д. | 43°16′11″ пн. ш. 5°23′45″ сх. д. / 43.26972° пн. ш. 5.39583° сх. д.                                           | 45°45′56″ пн. ш. 4°58′52″ сх. д. / 45.76556° пн. ш. 4.98111° сх. д.                                           | 50°36′43″ пн. ш. 3°07′50″ сх. д. / 50.61194° пн. ш. 3.13056° сх. д.                                           |
| Місткість: 81,338                                                   | Місткість: 67,500 (реконструкція)                                                                             | Місткість: 58,000 (новий стадіон)                                                                             | Місткість: 50,186                                                                                             |
|                                                                     | | | |
| Париж                                                               | Сен-Дені Париж Ланс Ліон Тулуза Сент-Етьєн Бордо Лілль Марсель НіццаЧемпіонат Європи з футболу 2016 (Франція) | Сен-Дені Париж Ланс Ліон Тулуза Сент-Етьєн Бордо Лілль Марсель НіццаЧемпіонат Європи з футболу 2016 (Франція) | Сен-Дені Париж Ланс Ліон Тулуза Сент-Етьєн Бордо Лілль Марсель НіццаЧемпіонат Європи з футболу 2016 (Франція) |
| Парк де Пренс                                                       | Сен-Дені Париж Ланс Ліон Тулуза Сент-Етьєн Бордо Лілль Марсель НіццаЧемпіонат Європи з футболу 2016 (Франція) | Сен-Дені Париж Ланс Ліон Тулуза Сент-Етьєн Бордо Лілль Марсель НіццаЧемпіонат Європи з футболу 2016 (Франція) | Сен-Дені Париж Ланс Ліон Тулуза Сент-Етьєн Бордо Лілль Марсель НіццаЧемпіонат Європи з футболу 2016 (Франція) |
| 48°50′29″ пн. ш. 2°15′11″ сх. д. / 48.84139° пн. ш. 2.25306° сх. д. | Сен-Дені Париж Ланс Ліон Тулуза Сент-Етьєн Бордо Лілль Марсель НіццаЧемпіонат Європи з футболу 2016 (Франція) | Сен-Дені Париж Ланс Ліон Тулуза Сент-Етьєн Бордо Лілль Марсель НіццаЧемпіонат Європи з футболу 2016 (Франція) | Сен-Дені Париж Ланс Ліон Тулуза Сент-Етьєн Бордо Лілль Марсель НіццаЧемпіонат Європи з футболу 2016 (Франція) |
| Місткість: 47,000 (реконструкція)                                   | Сен-Дені Париж Ланс Ліон Тулуза Сент-Етьєн Бордо Лілль Марсель НіццаЧемпіонат Європи з футболу 2016 (Франція) | Сен-Дені Париж Ланс Ліон Тулуза Сент-Етьєн Бордо Лілль Марсель НіццаЧемпіонат Європи з футболу 2016 (Франція) | Сен-Дені Париж Ланс Ліон Тулуза Сент-Етьєн Бордо Лілль Марсель НіццаЧемпіонат Європи з футболу 2016 (Франція) |
|                                                                     | Сен-Дені Париж Ланс Ліон Тулуза Сент-Етьєн Бордо Лілль Марсель НіццаЧемпіонат Європи з футболу 2016 (Франція) | Сен-Дені Париж Ланс Ліон Тулуза Сент-Етьєн Бордо Лілль Марсель НіццаЧемпіонат Європи з футболу 2016 (Франція) | Сен-Дені Париж Ланс Ліон Тулуза Сент-Етьєн Бордо Лілль Марсель НіццаЧемпіонат Європи з футболу 2016 (Франція) |
| Бордо                                                               | Сен-Дені Париж Ланс Ліон Тулуза Сент-Етьєн Бордо Лілль Марсель НіццаЧемпіонат Європи з футболу 2016 (Франція) | Сен-Дені Париж Ланс Ліон Тулуза Сент-Етьєн Бордо Лілль Марсель НіццаЧемпіонат Європи з футболу 2016 (Франція) | Сен-Дені Париж Ланс Ліон Тулуза Сент-Етьєн Бордо Лілль Марсель НіццаЧемпіонат Європи з футболу 2016 (Франція) |
| Новий стадіон                                                       | Сен-Дені Париж Ланс Ліон Тулуза Сент-Етьєн Бордо Лілль Марсель НіццаЧемпіонат Європи з футболу 2016 (Франція) | Сен-Дені Париж Ланс Ліон Тулуза Сент-Етьєн Бордо Лілль Марсель НіццаЧемпіонат Європи з футболу 2016 (Франція) | Сен-Дені Париж Ланс Ліон Тулуза Сент-Етьєн Бордо Лілль Марсель НіццаЧемпіонат Європи з футболу 2016 (Франція) |
| 44°53′50″ пн. ш. 0°33′43″ зх. д. / 44.89722° пн. ш. 0.56194° зх. д. | Сен-Дені Париж Ланс Ліон Тулуза Сент-Етьєн Бордо Лілль Марсель НіццаЧемпіонат Європи з футболу 2016 (Франція) | Сен-Дені Париж Ланс Ліон Тулуза Сент-Етьєн Бордо Лілль Марсель НіццаЧемпіонат Європи з футболу 2016 (Франція) | Сен-Дені Париж Ланс Ліон Тулуза Сент-Етьєн Бордо Лілль Марсель НіццаЧемпіонат Європи з футболу 2016 (Франція) |
| Місткість: 42,052 (новий стадіон)                                   | Сен-Дені Париж Ланс Ліон Тулуза Сент-Етьєн Бордо Лілль Марсель НіццаЧемпіонат Європи з футболу 2016 (Франція) | Сен-Дені Париж Ланс Ліон Тулуза Сент-Етьєн Бордо Лілль Марсель НіццаЧемпіонат Європи з футболу 2016 (Франція) | Сен-Дені Париж Ланс Ліон Тулуза Сент-Етьєн Бордо Лілль Марсель НіццаЧемпіонат Європи з футболу 2016 (Франція) |
|                                                                     | | | |
| Сент-Етьєн                                                          | Ніцца | Ланс | Тулуза |
| Жоффруа Гішар                                                       | Альянц Рив'єра                                                                                                | Стадіон Фелікса Боллара                                                                                       | Муніципальний стадіон                                                                                         |
| 45°27′39″ пн. ш. 4°23′24″ сх. д. / 45.46083° пн. ш. 4.39000° сх. д. | 43°42′25″ пн. ш. 7°11′40″ сх. д. / 43.70694° пн. ш. 7.19444° сх. д.                                           | 50°25′58.26″ пн. ш. 2°48′53.47″ сх. д. / 50.4328500° пн. ш. 2.8148528° сх. д.                                 | 43°34′59″ пн. ш. 1°26′3″ сх. д. / 43.58306° пн. ш. 1.43417° сх. д.                                            |
| Місткість: 41,965 (реконструкція)                                   | Місткість: 35,624 (новий стадіон)                                                                             | Місткість: 35,200 (реконструкція)                                                                             | Місткість: 33,000 (реконструкція)                                                                             |
|                                                                     | | | |

## Кваліфікація
Кваліфікаційний раунд чемпіонату Європи з футболу 2016 відбувся з вересня 2014 по листопад 2015 року. Збірна Франції отримала путівки до фінальної стадії як господар чемпіонату, решта 53 збірних боролися за 23 місця.

### Збірні, що отримали путівки у фінал
| Збірна            | Кваліфікувалась як           | Дата кваліфікації | Участі у фінальних турнірах                                           | Найкращий результат              |
| ----------------- | ---------------------------- | ----------------- | --------------------------------------------------------------------- | -------------------------------- |
| Франція           | Господар                     | 28 травня 2010    | 8 (1960, 1984, 1992, 1996, 2000, 2004, 2008, 2012)                    | Чемпіон (1984, 2000)             |
| Англія            | Переможець групи Е           | 5 вересня 2015    | 8 (1968, 1980, 1988, 1992, 1996, 2000, 2004, 2012)                    | 3-є місце (1968, 1996)           |
| Чехія3            | Переможець групи А           | 6 вересня 2015    | 8 (1960, 1976, 1980, 1996, 2000, 2004, 2008, 2012)                    | 2-е місце (1996)                 |
| Ісландія          | Друге місце групи А          | 6 вересня 2015    | 0 (дебют)                                                             | Дебют                            |
| Австрія           | Переможець групи G           | 8 вересня 2015    | 1 (2008)                                                              | Груповий етап (2008)             |
| Північна Ірландія | Переможець групи F           | 8 жовтня 2015     | 0 (дебют)                                                             | Дебют                            |
| Португалія        | Переможець групи I           | 8 жовтня 2015     | 6 (1984, 1996, 2000, 2004, 2008, 2012)                                | 2-е місце (2004)                 |
| Іспанія           | Переможець групи C           | 9 жовтня 2015     | 9 (1964, 1980, 1984, 1988, 1996, 2000, 2004, 2008, 2012)              | Чемпіон (1964, 2008, 2012)       |
| Швейцарія         | Друге місце групи E          | 9 жовтня 2015     | 3 (1996, 2004, 2008)                                                  | Груповий етап (1996, 2004, 2008) |
| Італія            | Переможець групи H           | 10 жовтня 2015    | 8 (1968, 1980, 1988, 1996, 2000, 2004, 2008, 2012)                    | Чемпіон (1968)                   |
| Бельгія           | Переможець групи В           | 10 жовтня 2015    | 4 (1972, 1980, 1984, 2000)                                            | 2-е місце (1980)                 |
| Уельс             | Друге місце групи В          | 10 жовтня 2015    | 0 (дебют)                                                             | Дебют                            |
| Румунія           | Друге місце групи F          | 11 жовтня 2015    | 4 (1984, 1996, 2000, 2008)                                            | Чвертьфінал (2000)               |
| Албанія           | Друге місце групи I          | 11 жовтня 2015    | 0 (дебют)                                                             | Дебют                            |
| Німеччина4        | Переможець групи D           | 11 жовтня 2015    | 11 (1972, 1976, 1980, 1984, 1988, 1992, 1996, 2000, 2004, 2008, 2012) | Чемпіон (1972, 1980, 1996)       |
| Польща            | Друге місце групи D          | 11 жовтня 2015    | 2 (2008, 2012)                                                        | Груповий етап (2008, 2012)       |
| Росія5            | Друге місце групи G          | 12 жовтня 2015    | 10 (1960, 1964, 1968, 1972, 1988, 1992, 1996, 2004, 2008, 2012)       | 3-є місце (2008)                 |
| Словаччина        | Друге місце групи C          | 12 жовтня 2015    | 0 (дебют)                                                             | Дебют                            |
| Хорватія          | Друге місце групи H          | 13 жовтня 2015    | 4 (1996, 2004, 2008, 2012)                                            | Чвертьфінал (1996, 2008)         |
| Туреччина         | Найкраща серед третіх команд | 13 жовтня 2015    | 3 (1996, 2000, 2008)                                                  | 3-є місце (2008)                 |
| Угорщина          | Переможець плей-оф           | 15 листопада 2015 | 2 (1964, 1972)                                                        | 3-є місце (1964)                 |
| Ірландія          | Переможець плей-оф           | 16 листопада 2015 | 2 (1988, 2012)                                                        | Груповий етап (1988, 2012)       |
| Швеція            | Переможець плей-оф           | 17 листопада 2015 | 6 (1992, 2000, 2004, 2008, 2012)                                      | 3-є місце (1992)                 |
| Україна           | Переможець плей-оф           | 17 листопада 2015 | 1 (2012)                                                              | Груповий етап (2012)             |

1 Виділення жирним означає перемога на турнірі
2 Виділення курсивом означає участь на турнірі в статусі господаря
3 З 1960 по 1980 роки Чехія брала участь у чемпіонатах Європи як Чехословаччина
4 З 1960 по 1988 роки Німеччина брала участь у чемпіонатах Європи як ФРН
5 З 1960 по 1988 роки Росія брала участь у чемпіонатах Європи як СРСР, а 1992 року як збірна СНД

### Жеребкування фінальної частини
Жеребкування фінальної відбулося в Палаці Конгресів Порт Майо в Парижі 12 грудня 2015, 18:00 CET. 24 кваліфікованих команди поділені на шість груп по чотири команди. Господар Франція автоматично розміщена на позиції 1 у групі A. Чинний чемпіон Іспанія посіяна першою в кошику 1, у той час як інші 22 команди були посіяні відповідно до коефіцієнтів УЄФА національних команд, оновлених після завершення етапу відбіркового групового (без врахування плей-оф), які опубліковані УЄФА 14 жовтня 2015.
Посів перед жеребкуванням:
| Збірна     | Коеф.  | Місце |
| ---------- | ------ | ----- |
| Іспанія2   | 37,962 | 2     |
| Німеччина  | 40,236 | 1     |
| Англія     | 35,963 | 3     |
| Португалія | 35,138 | 4     |
| Бельгія    | 34,442 | 5     |

| Збірна    | Коеф.  | Місце |
| --------- | ------ | ----- |
| Італія    | 34,345 | 6     |
| Росія     | 31,345 | 9     |
| Швейцарія | 31,254 | 10    |
| Австрія   | 30,932 | 11    |
| Хорватія  | 30,642 | 12    |
| Україна   | 30,313 | 14    |

| Збірна     | Коеф.  | Місце |
| ---------- | ------ | ----- |
| Чехія      | 29,403 | 15    |
| Швеція     | 29,028 | 16    |
| Польща     | 28,306 | 17    |
| Румунія    | 28,038 | 18    |
| Словаччина | 27,171 | 19    |
| Угорщина   | 27,142 | 20    |

| Збірна            | Коеф.  | Місце |
| ----------------- | ------ | ----- |
| Туреччина         | 27,033 | 22    |
| Ірландія          | 26,902 | 23    |
| Ісландія          | 25,388 | 27    |
| Уельс             | 24,531 | 28    |
| Албанія           | 23,216 | 31    |
| Північна Ірландія | 22,961 | 33    |

1 Господар Франція (коефіцієнт 33,599; місце 8) автоматично визначено на позицію A1.
2 Діючий чемпіон Іспанія (коефіцієнт 37,962; місце 2) автоматично стала першою в кошику 1.

#### Результати жеребкування
| Група A - Франція - Румунія - Албанія - Швейцарія | Група B - Англія - Росія - Уельс - Словаччина | Група C - Німеччина - Україна - Польща - Північна Ірландія | Група D - Іспанія - Чехія - Туреччина - Хорватія | Група E - Бельгія - Італія - Ірландія - Швеція | Група F - Португалія - Ісландія - Австрія - Угорщина |

## Регламент фінальної стадії

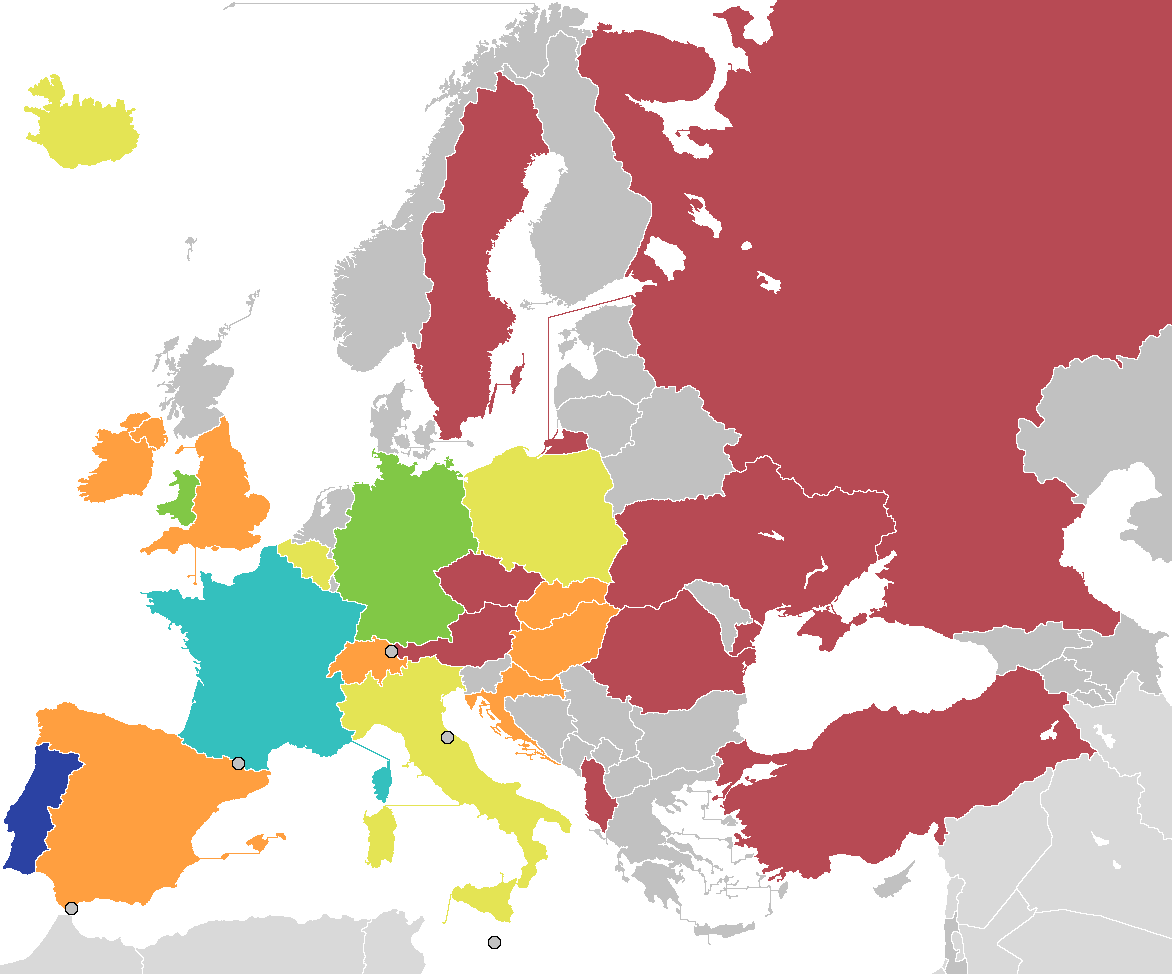
Результати команд-учасниць Євро-2016
Чемпіон
Фіналіст
Півфінал
Чвертьфінал
1/8 фіналу
Груповий етап

### Новий формат турніру
У порівнянні з минулим Євро, формат проведення турніру буде змінено. Кількість учасників збільшать до 24 команд, завдяки двом додатковим групам на стадії групового етапу. Плей-оф буде розпочинатися не з чвертьфіналів, як це було раніше, а зі стадії 1/8. До раунду плей-оф виходитимуть не лише перші два місця груп, а й чотири найкращі треті місця. Таким чином, після групового етапу турнір покине лише 8 команд.

### Груповий етап
У груповому етапі візьмуть участь 24 збірні, які буде розбито на шість груп (позначені латинським літерам A, B, C. D, E і F). У групах збірні грають зі своїми суперниками по одному разу. За перемогу в групі дається 3 очки, за нічию — 1 очко, за поразку — 0 очок. До наступного етапу проходять збірні, що посіли перші та другі місця в групах і чотири найкращі треті місця.
Якщо на момент завершення матчів групового етапу дві або більше команд мають однакову кількість очок, то для визначення підсумкових місць у групі до уваги беруться такі критерії:
1. Більша кількість очок, набрана в очних зустрічах цих команд;
2. Краща різниця м'ячів у очних зустрічах цих команд;
3. Більша кількість м'ячів у очних зустрічах цих команд;
4. Якщо після застосування критеріїв 1, 2 та 3 між двома чи більше командами все одно зберігається рівновага, то для визначення підсумкового турнірного становища критерії від 1 до 3 застосовуються винятково до матчів за участю цих команд. Якщо й ця процедура не вирішує ситуацію, то застосовуються критерії від 5 до 9;
5. Краща різниця м'ячів у всіх матчах групового етапу;
6. Більша кількість м'ячів, забитих у всіх матчах групового етапу;
7. Якщо тільки дві команди мають однакову кількість очок, і вони пов'язані відповідно до критеріїв 1-6 після зустрічі в останньому турі групового етапу, переможець визначається в серії післяматчевих пенальті (цей критерій не використовується якщо більше двох команд мають однакову кількість очок);
8. Дотримання командами принципів чесної гри (у фінальному турнірі);
9. Розташування в таблиці коефіцієнтів національних збірних УЄФА.

Чотири найкращі треті місця визначаються у відповідності з наступними критеріями:
1. Більша кількість очок;
2. Краща різниця м'ячів;
3. Більша кількість м'ячів;
4. Дотримання командами принципів чесної гри (у фінальному турнірі);
5. Розташування в таблиці коефіцієнтів національних збірних УЄФА.

### Плей-оф
Раунд плей-оф розпочнеться зі стадії 1/8, в якій візьмуть участь збірні, що посіли перші та другі місця і чотири найкращі треті місця. На цьому етапі, якщо основний час матчу (90 хвилин) закінчується нічиєю, команди грають два додаткові 15-хвилинні тайми. Якщо протягом цього часу жодна команда не здобуває переваги, влаштовується серія післяматчевих пенальті.

## Арбітри
Для обслуговування матчів чемпіонату Європи з футболу 2016 було запрошено 111 арбітрів, в тому числі:
- 18 головних арбітрів;
- 53 помічників арбітрів;
- 36 додаткових помічників арбітрів;
- 2 резервних арбітри;
- 2 резервних помічників арбітрів.

1 березня 2016 року оголошено повні склади суддівських бригад.

## Фінальна стадія
25 квітня 2014 року УЄФА анонсувала розклад матчів турніру

### Груповий етап
| Умовні позначення | Умовні позначення                                                                |
| ----------------- | -------------------------------------------------------------------------------- |
|                   | Переможці груп, другі місця та чотири найкращі треті місця пройшли до 1/8 фіналу |

У протоколах зазначено місцевий час, CEST (UTC+2).

#### Група A
| Команда   | І | В | Н | П | ЗМ | ПМ | РМ | О |
| --------- | - | - | - | - | -- | -- | -- | - |
| Франція   | 3 | 2 | 1 | 0 | 4  | 1  | +3 | 7 |
| Швейцарія | 3 | 1 | 2 | 0 | 2  | 1  | +1 | 5 |
| Албанія   | 3 | 1 | 0 | 2 | 1  | 3  | −2 | 3 |
| Румунія   | 3 | 0 | 1 | 2 | 2  | 4  | −2 | 1 |

| 10 червня 2016 22:00 (UTC+2) |

| Франція          | 2 – 1           | Румунія           |
| ---------------- | --------------- | ----------------- |
| Жіру 57' Пає 89' | Протокол(англ.) | Станку 65' (пен.) |

| Стад-де-Франс, Сен-Дені Глядачів: 75 113 Арбітр: Віктор Кашшаї (Угорщина) |

| 11 червня 2016 16:00 (UTC+2) |

| Албанія | 0 – 1           | Швейцарія |
| ------- | --------------- | --------- |
|         | Протокол(англ.) | Шер 5'    |

| Стадіон Фелікса Боллара, Ланс Глядачів: 33 805 Арбітр: Карлос Веласко Карбальйо (Іспанія) |

| 15 червня 2016 19:00 (UTC+2) |

| Румунія           | 1 – 1           | Швейцарія   |
| ----------------- | --------------- | ----------- |
| Станку 18' (пен.) | Протокол(англ.) | Мехмеді 57' |

| Парк де Пренс, Париж Глядачів: 43 576 Арбітр: Сергій Карасьов (Росія) |

| 15 червня 2016 22:00 (UTC+2) |

| Франція                | 2 – 0           | Албанія |
| ---------------------- | --------------- | ------- |
| Грізманн 90' Пає 90+6' | Протокол(англ.) |         |

| Велодром, Марсель Глядачів: 63 670 Арбітр: Вільям Каллам (Шотландія) |

| 19 червня 2016 22:00 (UTC+2) |

| Румунія | 0 – 1           | Албанія    |
| ------- | --------------- | ---------- |
|         | Протокол(англ.) | Садіку 43' |

| Стад де Люм'єр, Ліон Глядачів: 49 752 Арбітр: Павел Краловець (Чехія) |

| 19 червня 2016 22:00 (UTC+2) |

| Швейцарія | 0 – 0           | Франція |
| --------- | --------------- | ------- |
|           | Протокол(англ.) |         |

| П'єр Моруа, Вільнев-д'Аск Глядачів: 45 616 Арбітр: Дамир Скомина (Словенія) |

#### Група B
| Команда    | І | В | Н | П | ЗМ | ПМ | РМ | О |
| ---------- | - | - | - | - | -- | -- | -- | - |
| Уельс      | 3 | 2 | 0 | 1 | 6  | 3  | +3 | 6 |
| Англія     | 3 | 1 | 2 | 0 | 3  | 2  | +1 | 5 |
| Словаччина | 3 | 1 | 1 | 1 | 3  | 3  | 0  | 4 |
| Росія      | 3 | 0 | 1 | 2 | 2  | 6  | −4 | 1 |

| 11 червня 2016 19:00 (UTC+2) |

| Уельс                    | 2 – 1           | Словаччина |
| ------------------------ | --------------- | ---------- |
| Бейл 10' Робсон-Кану 81' | Протокол(англ.) | Дуда 61'   |

| Новий стадіон, Бордо Глядачів: 37 831 Арбітр: Свен Оддвар Моен (Норвегія) |

| 11 червня 2016 22:00 (UTC+2) |

| Англія   | 1 – 1           | Росія                |
| -------- | --------------- | -------------------- |
| Даєр 73' | Протокол(англ.) | В. Березуцький 90+2' |

| Велодром, Марсель Глядачів: 62 343 Арбітр: Нікола Ріццолі (Італія) |

| 15 червня 2016 16:00 (UTC+2) |

| Росія        | 1 – 2           | Словаччина           |
| ------------ | --------------- | -------------------- |
| Глушаков 80' | Протокол(англ.) | Вайсс 32' Гамшик 45' |

| П'єр Моруа, Вільнев-д'Аск Глядачів: 38 989 Арбітр: Дамир Скомина (Словенія) |

| 16 червня 2016 16:00 (UTC+2) |

| Англія                   | 2 – 1           | Уельс    |
| ------------------------ | --------------- | -------- |
| Варді 56' Старрідж 90+2' | Протокол(англ.) | Бейл 42' |

| Стадіон Фелікса Боллара, Ланс Глядачів: 34 033 Арбітр: Фелікс Брих (Німеччина) |

| 20 червня 2016 22:00 (UTC+2) |

| Росія | 0 – 3           | Уельс                         |
| ----- | --------------- | ----------------------------- |
|       | Протокол(англ.) | Ремзі 11' Тейлор 20' Бейл 67' |

| Муніципальний стадіон, Тулуза Глядачів: 28 840 Арбітр: Йонас Ерікссон (Швеція) |

| 20 червня 2016 22:00 (UTC+2) |

| Словаччина | 0 – 0           | Англія |
| ---------- | --------------- | ------ |
|            | Протокол(англ.) |        |

| Жоффруа Гішар, Сент-Етьєн Глядачів: 39 051 Арбітр: Карлос Веласко Карбальйо (Іспанія) |

#### Група C
| Команда           | І | В | Н | П | ЗМ | ПМ | РМ | О |
| ----------------- | - | - | - | - | -- | -- | -- | - |
| Німеччина         | 3 | 2 | 1 | 0 | 3  | 0  | +3 | 7 |
| Польща            | 3 | 2 | 1 | 0 | 2  | 0  | +2 | 7 |
| Північна Ірландія | 3 | 1 | 0 | 2 | 2  | 2  | 0  | 3 |
| Україна           | 3 | 0 | 0 | 3 | 0  | 5  | −5 | 0 |

| 12 червня 2016 19:00 (UTC+2) |

| Польща    | 1 – 0           | Північна Ірландія |
| --------- | --------------- | ----------------- |
| Мілік 51' | Протокол(англ.) |                   |

| Альянц Рив'єра, Ніцца Глядачів: 33 742 Арбітр: Овідіу Гацеган (Румунія) |

| 12 червня 2016 22:00 (UTC+2) |

| Німеччина                      | 2 – 0           | Україна |
| ------------------------------ | --------------- | ------- |
| Мустафі 19' Швайнштайгер 90+2' | Протокол(англ.) |         |

| П'єр Моруа, Вільнев-д'Аск Глядачів: 43 035 Арбітр: Мартін Аткінсон (Англія) |

| 16 червня 2016 19:00 (UTC+2) |

| Україна | 0 – 2           | Північна Ірландія        |
| ------- | --------------- | ------------------------ |
|         | Протокол(англ.) | Маколі 49' Макгінн 90+6' |

| Стад де Люм'єр, Ліон Глядачів: 51 043 Арбітр: Павел Краловець (Чехія) |

| 16 червня 2016 22:00 (UTC+2) |

| Німеччина | 0 – 0           | Польща |
| --------- | --------------- | ------ |
|           | Протокол(англ.) |        |

| Стад-де-Франс, Сен-Дені Глядачів: 73 648 Арбітр: Бйорн Кейперс (Нідерланди) |

| 21 червня 2016 19:00 (UTC+2) |

| Україна | 0 – 1           | Польща            |
| ------- | --------------- | ----------------- |
|         | Протокол(англ.) | Блащиковський 54' |

| Велодром, Марсель Глядачів: 58 874 Арбітр: Свен Оддвар Моен (Норвегія) |

| 21 червня 2016 19:00 (UTC+2) |

| Північна Ірландія | 0 – 1           | Німеччина |
| ----------------- | --------------- | --------- |
|                   | Протокол(англ.) | Гомес 30' |

| Парк де Пренс, Париж Глядачів: 44 125 Арбітр: Клеман Тюрпен (Франція) |

#### Група D
| Команда   | І | В | Н | П | ЗМ | ПМ | РМ | О |
| --------- | - | - | - | - | -- | -- | -- | - |
| Хорватія  | 3 | 2 | 1 | 0 | 5  | 3  | +2 | 7 |
| Іспанія   | 3 | 2 | 0 | 1 | 5  | 2  | +3 | 6 |
| Туреччина | 3 | 1 | 0 | 2 | 2  | 4  | −2 | 3 |
| Чехія     | 3 | 0 | 1 | 2 | 2  | 5  | −3 | 1 |

| 12 червня 2016 16:00 (UTC+2) |

| Туреччина | 0 – 1           | Хорватія   |
| --------- | --------------- | ---------- |
|           | Протокол(англ.) | Модрич 41' |

| Парк де Пренс, Париж Глядачів: 43 842 Арбітр: Йонас Ерікссон (Швеція) |

| 13 червня 2016 16:00 (UTC+2) |

| Іспанія  | 1 – 0           | Чехія |
| -------- | --------------- | ----- |
| Піке 87' | Протокол(англ.) |       |

| Муніципальний стадіон, Тулуза Глядачів: 29 400 Арбітр: Шимон Марциняк (Польща) |

| 17 червня 2016 19:00 (UTC+2) |

| Чехія                      | 2 – 2           | Хорватія                |
| -------------------------- | --------------- | ----------------------- |
| Шкода 76' Нецид 89' (пен.) | Протокол(англ.) | Перишич 37' Ракитич 59' |

| Жоффруа Гішар, Сент-Етьєн Глядачів: 38 376 Арбітр: Марк Клаттенбург (Англія) |

| 17 червня 2016 22:00 (UTC+2) |

| Іспанія                    | 3 – 0           | Туреччина |
| -------------------------- | --------------- | --------- |
| Мората 34', 48' Ноліто 37' | Протокол(англ.) |           |

| Альянц Рив'єра, Ніцца Глядачів: 33 409 Арбітр: Милорад Мажич (Сербія) |

| 21 червня 2016 22:00 (UTC+2) |

| Чехія | 0 – 2           | Туреччина           |
| ----- | --------------- | ------------------- |
|       | Протокол(англ.) | Їлмаз 10' Туфан 65' |

| Стадіон Фелікса Боллара, Ланс Глядачів: 32 836 Арбітр: Вільям Каллам (Шотландія) |

| 21 червня 2016 22:00 (UTC+2) |

| Хорватія                   | 2 – 1           | Іспанія   |
| -------------------------- | --------------- | --------- |
| Н. Калинич 45' Перишич 87' | Протокол(англ.) | Мората 7' |

| Новий стадіон, Бордо Глядачів: 37 245 Арбітр: Бйорн Кейперс (Нідерланди) |

#### Група E
| Команда  | І | В | Н | П | ЗМ | ПМ | РМ | О |
| -------- | - | - | - | - | -- | -- | -- | - |
| Італія   | 3 | 2 | 0 | 1 | 3  | 1  | +2 | 6 |
| Бельгія  | 3 | 2 | 0 | 1 | 4  | 2  | +2 | 6 |
| Ірландія | 3 | 1 | 1 | 1 | 2  | 4  | −2 | 4 |
| Швеція   | 3 | 0 | 1 | 2 | 1  | 3  | −2 | 1 |

| 13 червня 2016 19:00 (UTC+2) |

| Ірландія    | 1 – 1           | Швеція         |
| ----------- | --------------- | -------------- |
| Гулаган 48' | Протокол(англ.) | Кларк 71' (аг) |

| Стад-де-Франс, Сен-Дені Глядачів: 73 419 Арбітр: Милорад Мажич (Сербія) |

| 13 червня 2016 22:00 (UTC+2) |

| Бельгія | 0 – 2           | Італія                     |
| ------- | --------------- | -------------------------- |
|         | Протокол(англ.) | Джаккеріні 32' Пелле 90+3' |

| Стад де Люм'єр, Ліон Глядачів: 55 408 Арбітр: Марк Клаттенбург (Англія) |

| 17 червня 2016 16:00 (UTC+2) |

| Італія   | 1 – 0           | Швеція |
| -------- | --------------- | ------ |
| Едер 88' | Протокол(англ.) |        |

| Муніципальний стадіон, Тулуза Глядачів: 29 600 Арбітр: Віктор Кашшаї (Угорщина) |

| 18 червня 2016 16:00 (UTC+2) |

| Бельгія                        | 3 – 0           | Ірландія |
| ------------------------------ | --------------- | -------- |
| Р. Лукаку 48', 70' Вітсель 61' | Протокол(англ.) |          |

| Новий стадіон, Бордо Глядачів: 39 493 Арбітр: Джюнейт Чакир (Туреччина) |

| 22 червня 2016 22:00 (UTC+2) |

| Італія | 0 – 1           | Ірландія  |
| ------ | --------------- | --------- |
|        | Протокол(англ.) | Бреді 85' |

| П'єр Моруа, Вільнев-д'Аск Глядачів: 44 268 Арбітр: Овідіу Гацеган (Румунія) |

| 22 червня 2016 22:00 (UTC+2) |

| Швеція | 0 – 1           | Бельгія        |
| ------ | --------------- | -------------- |
|        | Протокол(англ.) | Наїнгголан 84' |

| Альянц Рив'єра, Ніцца Глядачів: 34 011 Арбітр: Фелікс Брих (Німеччина) |

#### Група F
| Команда    | І | В | Н | П | ЗМ | ПМ | РМ | О |
| ---------- | - | - | - | - | -- | -- | -- | - |
| Угорщина   | 3 | 1 | 2 | 0 | 6  | 4  | +2 | 5 |
| Ісландія   | 3 | 1 | 2 | 0 | 4  | 3  | +1 | 5 |
| Португалія | 3 | 0 | 3 | 0 | 4  | 4  | 0  | 3 |
| Австрія    | 3 | 0 | 1 | 2 | 1  | 4  | −3 | 1 |

| 14 червня 2016 19:00 (UTC+2) |

| Австрія | 0 – 2           | Угорщина             |
| ------- | --------------- | -------------------- |
|         | Протокол(англ.) | Салаї 62' Штібер 87' |

| Новий стадіон, Бордо Глядачів: 34 424 Арбітр: Клеман Тюрпен (Франція) |

| 14 червня 2016 22:00 (UTC+2) |

| Португалія | 1 – 1           | Ісландія         |
| ---------- | --------------- | ---------------- |
| Нані 31'   | Протокол(англ.) | Б. Б'ярнасон 50' |

| Жоффруа Гішар, Сент-Етьєн Глядачів: 38 742 Арбітр: Джюнейт Чакир (Туреччина) |

| 18 червня 2016 19:00 (UTC+2) |

| Ісландія                 | 1 – 1           | Угорщина           |
| ------------------------ | --------------- | ------------------ |
| Г. Сігурдссон 40' (пен.) | Протокол(англ.) | Севарссон 88' (аг) |

| Велодром, Марсель Глядачів: 60 842 Арбітр: Сергій Карасьов (Росія) |

| 18 червня 2016 22:00 (UTC+2) |

| Португалія | 0 – 0           | Австрія |
| ---------- | --------------- | ------- |
|            | Протокол(англ.) |         |

| Парк де Пренс, Париж Глядачів: 44 291 Арбітр: Нікола Ріццолі (Італія) |

| 22 червня 2016 19:00 (UTC+2) |

| Ісландія                        | 2 – 1           | Австрія  |
| ------------------------------- | --------------- | -------- |
| Бодварссон 18' Траустасон 90+4' | Протокол(англ.) | Шепф 60' |

| Стад-де-Франс, Сен-Дені Глядачів: 68 714 Арбітр: Шимон Марциняк (Польща) |

| 22 червня 2016 19:00 (UTC+2) |

| Угорщина                  | 3 – 3           | Португалія                |
| ------------------------- | --------------- | ------------------------- |
| Гера 19' Джуджак 47', 55' | Протокол(англ.) | Нані 42' Роналду 50', 62' |

| Стад де Люм'єр, Ліон Глядачів: 55 514 Арбітр: Мартін Аткінсон (Англія) |

#### Команди, які зайняли треті місця
Чотири найкращі треті місця визначаються у відповідності з такими критеріями:
1. Більша кількість очок;
2. Краща різниця м'ячів;
3. Більша кількість м'ячів;
4. Дотримання командами принципів чесної гри (у фінальному турнірі);
5. Розташування в таблиці коефіцієнтів національних збірних УЄФА.
| М  | Команда           | І | В | Н | П | МЗ | МП | РМ | О |
| -- | ----------------- | - | - | - | - | -- | -- | -- | - |
| 1. | Словаччина        | 3 | 1 | 1 | 1 | 3  | 3  | 0  | 4 |
| 2. | Ірландія          | 3 | 1 | 1 | 1 | 2  | 4  | −2 | 4 |
| 3. | Португалія        | 3 | 0 | 3 | 0 | 4  | 4  | 0  | 3 |
| 4. | Північна Ірландія | 3 | 1 | 0 | 2 | 2  | 2  | 0  | 3 |
| 5. | Туреччина         | 3 | 1 | 0 | 2 | 2  | 4  | −2 | 3 |
| 6. | Албанія           | 3 | 1 | 0 | 2 | 1  | 3  | −2 | 3 |

### Плей-оф
|  | 1/8 фіналу                | 1/8 фіналу              |                     |       | Чвертьфінал | Чвертьфінал |  |  | Півфінал | Півфінал |  |  | Фінал | Фінал |
|  |                           |                         |                     |       |             |             |  |  |          |          |  |  |       |       |
|  | 25 червня – Сент-Етьєн    |                         |                     |       |             |             |  |  |          |          |  |  |       |       |
|  |                           |                         |                     |       |             |             |  |  |          |          |  |  |       |       |
|  | Швейцарія                 | 1 (4)                   |                     |       |             |             |  |  |          |          |  |  |       |       |
|  | Швейцарія                 | 1 (4)                   | 30 червня – Марсель |       |             |             |  |  |          |          |  |  |       |       |
|  | Польща (пен.)             | 1 (5)                   |                     |       |             |             |  |  |          |          |  |  |       |       |
|  | Польща (пен.)             | 1 (5)                   | Польща              | 1 (3) |             |             |  |  |          |          |  |  |       |       |
|  | 25 червня – Ланс          |                         | Польща              | 1 (3) |             |             |  |  |          |          |  |  |       |       |
|  |                           | Португалія (пен.)       | 1 (5)               |       |             |             |  |  |          |          |  |  |       |       |
|  | Хорватія                  | Португалія (пен.)       | 1 (5)               | 0     |             |             |  |  |          |          |  |  |       |       |
|  | Хорватія                  |                         | 6 липня – Ліон      | 0     |             |             |  |  |          |          |  |  |       |       |
|  | Португалія (дч)           | 1                       |                     |       |             |             |  |  |          |          |  |  |       |       |
|  | Португалія (дч)           | 1                       | Португалія          | 2     |             |             |  |  |          |          |  |  |       |       |
|  | 25 червня – Париж         |                         | Португалія          | 2     |             |             |  |  |          |          |  |  |       |       |
|  |                           | Уельс                   | 0                   |       |             |             |  |  |          |          |  |  |       |       |
|  | Уельс                     | Уельс                   | 0                   | 1     |             |             |  |  |          |          |  |  |       |       |
|  | Уельс                     | 1 липня – Вільнев-д'Аск |                     | 1     |             |             |  |  |          |          |  |  |       |       |
|  | Північна Ірландія         | 0                       |                     |       |             |             |  |  |          |          |  |  |       |       |
|  | Північна Ірландія         | 0                       | Уельс               | 3     |             |             |  |  |          |          |  |  |       |       |
|  | 26 червня – Тулуза        |                         | Уельс               | 3     |             |             |  |  |          |          |  |  |       |       |
|  |                           | Бельгія                 | 1                   |       |             |             |  |  |          |          |  |  |       |       |
|  | Угорщина                  | Бельгія                 | 1                   | 0     |             |             |  |  |          |          |  |  |       |       |
|  | Угорщина                  |                         | 10 липня – Сен-Дені | 0     |             |             |  |  |          |          |  |  |       |       |
|  | Бельгія                   | 4                       |                     |       |             |             |  |  |          |          |  |  |       |       |
|  | Бельгія                   | 4                       | Португалія (дч)     | 1     |             |             |  |  |          |          |  |  |       |       |
|  | 26 червня – Вільнев-д'Аск |                         | Португалія (дч)     | 1     |             |             |  |  |          |          |  |  |       |       |
|  |                           | Франція                 | 0                   |       |             |             |  |  |          |          |  |  |       |       |
|  | Німеччина                 | Франція                 | 0                   | 3     |             |             |  |  |          |          |  |  |       |       |
|  | Німеччина                 | 2 липня – Бордо         |                     | 3     |             |             |  |  |          |          |  |  |       |       |
|  | Словаччина                | 0                       |                     |       |             |             |  |  |          |          |  |  |       |       |
|  | Словаччина                | 0                       | Німеччина (пен.)    | 1 (6) |             |             |  |  |          |          |  |  |       |       |
|  | 27 червня – Сен-Дені      |                         | Німеччина (пен.)    | 1 (6) |             |             |  |  |          |          |  |  |       |       |
|  |                           | Італія                  | 1 (5)               |       |             |             |  |  |          |          |  |  |       |       |
|  | Італія                    | Італія                  | 1 (5)               | 2     |             |             |  |  |          |          |  |  |       |       |
|  | Італія                    |                         | 7 липня – Марсель   | 2     |             |             |  |  |          |          |  |  |       |       |
|  | Іспанія                   | 0                       |                     |       |             |             |  |  |          |          |  |  |       |       |
|  | Іспанія                   | 0                       | Німеччина           | 0     |             |             |  |  |          |          |  |  |       |       |
|  | 26 червня – Ліон          |                         | Німеччина           | 0     |             |             |  |  |          |          |  |  |       |       |
|  |                           | Франція                 | 2                   |       |             |             |  |  |          |          |  |  |       |       |
|  | Франція                   | Франція                 | 2                   | 2     |             |             |  |  |          |          |  |  |       |       |
|  | Франція                   | 3 липня – Сен-Дені      |                     | 2     |             |             |  |  |          |          |  |  |       |       |
|  | Ірландія                  | 1                       |                     |       |             |             |  |  |          |          |  |  |       |       |
|  | Ірландія                  | 1                       | Франція             | 5     |             |             |  |  |          |          |  |  |       |       |
|  | 27 червня – Ніцца         |                         | Франція             | 5     |             |             |  |  |          |          |  |  |       |       |
|  |                           | Ісландія                | 2                   |       |             |             |  |  |          |          |  |  |       |       |
|  | Англія                    | Ісландія                | 2                   | 1     |             |             |  |  |          |          |  |  |       |       |
|  | Англія                    |                         |                     | 1     |             |             |  |  |          |          |  |  |       |       |
|  | Ісландія                  | 2                       |                     |       |             |             |  |  |          |          |  |  |       |       |
|  | Ісландія                  | 2                       |                     |       |             |             |  |  |          |          |  |  |       |       |

#### 1/8 фіналу
| 25 червня 2016 16:00 (UTC+2) |

| Швейцарія  | 1 – 1           | Польща            |
| ---------- | --------------- | ----------------- |
| Шачірі 82' | Протокол(англ.) | Блащиковський 39' |

| Жоффруа Гішар, Сент-Етьєн Глядачів: 38 842 Арбітр: Марк Клаттенбург (Англія) |

|                                               |       | Пенальті                                                 |  |
| Ліхтштайнер · Джака · Шачірі · Шер · Родрігес | 4 – 5 | Левандовський · Мілік · Глік · Блащиковський · Крихов'як |  |

| 25 червня 2016 19:00 (UTC+2) |

| Уельс           | 1 – 0           | Північна Ірландія |
| --------------- | --------------- | ----------------- |
| Маколі 75' (аг) | Протокол(англ.) |                   |

| Парк де Пренс, Париж Глядачів: 44 342 Арбітр: Мартін Аткінсон (Англія) |

| 25 червня 2016 22:00 (UTC+2) |

| Хорватія | 0 – 1 (дч)      | Португалія    |
| -------- | --------------- | ------------- |
|          | Протокол(англ.) | Куарежма 117' |

| Стадіон Фелікса Боллара, Ланс Глядачів: 33 523 Арбітр: Карлос Веласко Карбальйо (Іспанія) |

| 26 червня 2016 16:00 (UTC+2) |

| Франція           | 2 – 1           | Ірландія        |
| ----------------- | --------------- | --------------- |
| Грізманн 58', 61' | Протокол(англ.) | Бреді 2' (пен.) |

| Стад де Люм'єр, Ліон Глядачів: 56 279 Арбітр: Нікола Ріццолі (Італія) |

| 26 червня 2016 19:00 (UTC+2) |

| Німеччина                         | 3 – 0           | Словаччина |
| --------------------------------- | --------------- | ---------- |
| Боатенг 8' Гомес 43' Дракслер 63' | Протокол(англ.) |            |

| П'єр Моруа, Вільнев-д'Аск Глядачів: 44 312 Арбітр: Шимон Марциняк (Польща) |

| 26 червня 2016 22:00 (UTC+2) |

| Угорщина | 0 – 4           | Бельгія                                              |
| -------- | --------------- | ---------------------------------------------------- |
|          | Протокол(англ.) | Алдервейрелд 10' Батшуаї 78' Азар 80' Карраско 90+1' |

| Муніципальний стадіон, Тулуза Глядачів: 28 921 Арбітр: Милорад Мажич (Сербія) |

| 27 червня 2016 19:00 (UTC+2) |

| Італія                   | 2 – 0           | Іспанія |
| ------------------------ | --------------- | ------- |
| К'єлліні 33' Пелле 90+1' | Протокол(англ.) |         |

| Стад-де-Франс, Сен-Дені Глядачів: 76 165 Арбітр: Джюнейт Чакир (Туреччина) |

| 27 червня 2016 22:00 (UTC+2) |

| Англія         | 1 – 2           | Ісландія                        |
| -------------- | --------------- | ------------------------------- |
| Руні 4' (пен.) | Протокол(англ.) | Р. Сігурдссон 6' Сігторссон 18' |

| Альянц Рив'єра, Ніцца Глядачів: 33 901 Арбітр: Дамир Скомина (Словенія) |

#### Чвертьфінали
| 30 червня 2016 22:00 (UTC+2) |

| Польща           | 1 – 1           | Португалія |
| ---------------- | --------------- | ---------- |
| Левандовський 2' | Протокол(англ.) | Санчеш 33' |

| Велодром, Марсель Глядачів: 62 940 Арбітр: Фелікс Брих (Німеччина) |

|                                              |       | Пенальті                                      |  |
| Левандовський · Мілік · Глік · Блащиковський | 3 – 5 | Роналду · Санчеш · Моутінью · Нані · Куарежма |  |

| 1 липня 2016 22:00 (UTC+2) |

| Уельс                                    | 3 – 1           | Бельгія        |
| ---------------------------------------- | --------------- | -------------- |
| Е. Вільямс 31' Робсон-Кану 55' Воукс 86' | Протокол(англ.) | Наїнгголан 13' |

| П'єр Моруа, Вільнев-д'Аск Глядачів: 45 936 Арбітр: Дамир Скомина (Словенія) |

| 2 липня 2016 22:00 (UTC+2) |

| Німеччина | 1 – 1           | Італія             |
| --------- | --------------- | ------------------ |
| Езіл 65'  | Протокол(англ.) | Бонуччі 78' (пен.) |

| Новий стадіон, Бордо Глядачів: 38 764 Арбітр: Віктор Кашшаї (Угорщина) |

|                                                                                     |       | Пенальті                                                                                  |  |
| Кроос · Мюллер · Езіл · Дракслер · Швайнштайгер · Гомес · Кімміх · Боатенг · Гектор | 6 – 5 | Інсіньє · Дзадза · Барцальї · Пелле · Бонуччі · Джаккеріні · Пароло · Де Шильйо · Дарміан |  |

| 3 липня 2016 22:00 (UTC+2) |

| Франція                                      | 5 – 2           | Ісландія                     |
| -------------------------------------------- | --------------- | ---------------------------- |
| Жіру 12', 59' Погба 20' Пає 43' Грізманн 45' | Протокол(англ.) | Сігторссон 56' Б'ярнасон 84' |

| Стад-де-Франс, Сен-Дені Глядачів: 76 833 Арбітр: Бйорн Кейперс (Нідерланди) |

#### Півфінали
| 6 липня 2016 22:00 (UTC+2) |

| Португалія           | 2 – 0           | Уельс |
| -------------------- | --------------- | ----- |
| Роналду 50' Нані 53' | Протокол(англ.) |       |

| Стад де Люм'єр, Ліон Глядачів: 55 679 Арбітр: Йонас Ерікссон (Швеція) |

| 7 липня 2016 22:00 (UTC+2) |

| Німеччина | 0 – 2           | Франція                    |
| --------- | --------------- | -------------------------- |
|           | Протокол(англ.) | Грізманн 45+2' (пен.), 72' |

| Велодром, Марсель Глядачів: 64 078 Арбітр: Нікола Ріццолі (Італія) |

#### Фінал
| 10 липня 2016 22:00 (UTC+2) |

| Португалія | 1 – 0 (дч)      | Франція |
| ---------- | --------------- | ------- |
| Едер 109'  | Протокол(англ.) |         |

| Стад-де-Франс, Сен-Дені Глядачів: 75 868 Арбітр: Марк Клаттенбург (Англія) |

## Статистика

### Бомбардири
6 голів
- Антуан Грізманн

3 голи
- Альваро Мората
- Нані
- Кріштіану Роналду
- Гарет Бейл
- Олів'є Жіру
- Дімітрі Пає

2 голи
- Ромелу Лукаку
- Раджа Наїнгголан
- Роббі Бреді
- Біркір Б'ярнасон
- Колбейнн Сігторссон
- Граціано Пелле
- Маріо Гомес
- Якуб Блащиковський
- Богдан Станку
- Балаж Джуджак
- Гел Робсон-Кану
- Іван Перишич

1 гол
- Алессандро Шепф
- Армандо Садіку
- Джеймі Варді
- Ерік Даєр
- Вейн Руні
- Деніел Старрідж
- Еден Азар
- Тобі Алдервейрелд
- Міши Батшуаї
- Аксель Вітсель
- Яннік Феррейра Карраско
- Вес Гулаган
- Йон Даді Бодварссон
- Гілфі Сігурдссон
- Рагнар Сігурдссон
- Арнор Інгві Траустасон
- Ноліто
- Жерард Піке
- Леонардо Бонуччі
- Емануеле Джаккеріні
- Едер
- Джорджо К'єлліні
- Жером Боатенг
- Юліан Дракслер
- Месут Езіл
- Шкодран Мустафі
- Бастіан Швайнштайгер
- Наялл Макгінн
- Гарет Маколі
- Роберт Левандовський
- Аркадіуш Мілік
- Едер
- Рікарду Куарежма
- Ренату Санчеш
- Василь Березуцький
- Денис Глушаков
- Владімір Вайсс
- Марек Гамшик
- Ондрей Дуда
- Бурак Їлмаз
- Озан Туфан
- Золтан Гера
- Адам Салаї
- Золтан Штібер
- Ешлі Вільямс
- Сем Воукс
- Аарон Ремзі
- Ніл Тейлор
- Поль Погба
- Никола Калинич
- Лука Модрич
- Іван Ракитич
- Томаш Нецид
- Мілан Шкода
- Адмір Мехмеді
- Джердан Шачірі
- Фабіан Шер

Автоголи
- Кіран Кларк (проти Швеції)
- Біркір Мар Севарссон (проти Угорщини)
- Гарет Маколі (проти Уельсу)

## Призові
Загальна сума призових становить € 301 мільйон, які були розподілені між 24 командами-учасницями (для порівняння, на попередньому чемпіонаті призові склали € 196 мільйонів). За перемогу в фіналі збірна отримає € 8 мільйонів. 
- Призові за участь в турнірі: €8 мільйонів
- Перемога на груповій стадії: €1 мільйон
- Нічия на груповій стадії: €500 тисяч
- Вихід у 1/8 фіналу: €1,5 мільйонів
- Вихід у чвертьфінал: €2,5 мільйони
- Вихід у півфінал: €4 мільйони
- Призери: €5 мільйонів
- Перемога: €8 мільйонів

## Скандали та події на чемпіонаті
До початку матчу в Марселі виникали сутички фанатів: 
|                    | В Марселі в останні дні відбувалися зіткнення між англійськими, російськими та місцевими вболівальниками. Число постраждалих в ході заворушень склало принаймні 31 людина. Оригінальний текст (рос.) В Марселе в последние дни проходили столкновения между английскими, российскими и местными болельщиками. Число пострадавших в ходе беспорядков составило по крайней мере 31 человек |
| — ТАСС, 12.06.2016 | |

Комітет з контролю етики і дисципліни союзу європейських футбольних асоціацій (УЄФА) після матчу на стадіоні «Велодром» (Марсель), який відбувся між командами групи «B» групового раунду Євро-2016 Англії і Росії відкрив дисциплінарну справу щодо Російського футбольного союзу (РФС) за фактом «масових заворушень, расистської повединки та використання піротехніки», які продовжилися на стадіоні під час і після завершення гри. 14.06.16 р. офіційно повідомлено, що РФС оштрафовано на €150 тисяч, а на команду Росії накладено умовну дискваліфікацію, яку буде реалізовано в разі повторення зіткнення між вболювальниками.
12 червня перед матчем між Туреччиною і Хорватією на вболівальників обох команд напали місцеві фанати.

## Рекорди
У чвертьфінальному матчі Франція — Ісландія господарі турніру встановили рекорд чемпіонатів Європи забивши чотири м'ячі в ворота збірної Ісландії у першому таймі. Це стало першим випадком, коли одна збірна забила чотири м'ячі впродовж тайму.